# Tricoryna kirbyi
Tricoryna kirbyi is een vliesvleugelig insect uit de familie Eucharitidae. De wetenschappelijke naam is voor het eerst geldig gepubliceerd in 1900 door Ashmead.